# Juan Francisco Lombardo
Juan Francisco Lombardo (11 de juny de 1925 - 24 de maig de 2012) fou un futbolista argentí.

## Selecció de l'Argentina
Va formar part de l'equip argentí a la Copa del Món de 1958.

## Referències

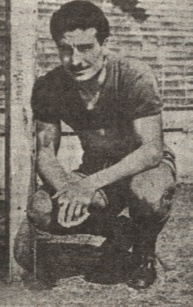
Juan Francisco Lombardo.